# Histoire philatélique et postale de Monaco

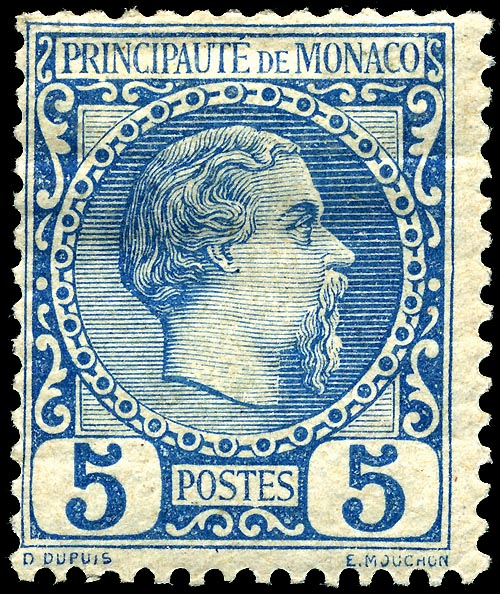
Timbre de 1885, effigie de Charles III

L'histoire philatélique et postale de Monaco remonte à la fin du XVIIe siècle avec l'ouverture du premier bureau de poste monégasque, et son premier timbre (5 centimes) émis en 1885.

## Histoire
Un premier bureau postal est ouvert à Monaco à la fin du XVIIe siècle .
La Révolution française a eu de fortes répercussions à Monaco qui devient une République libre et indépendante (avant d'être rattachée à la France dans le département des Alpes-Maritimes). Le système postal français entre en vigueur. Ceci se traduit par l'apparition de marques postales linéaires.
| Marque port du               | Marque port payé | Marque déboursé | Date        | remarques           |
| ---------------------------- | ---------------- | --------------- | ----------- | ------------------- |
| 78 MONACO                    |                  |                 | 1793        | En noir et en rouge |
| Municipalité de FORT-HERCULE |                  |                 | 1793        | marque manuscrite   |
| 85 Fort-Hercule              |                  |                 | 1794        |                     |
| 85 MONACO                    | P. 85. P. MONACO | manuscrit       | 1793 / 1797 |                     |

De 1860 à 1886, Monaco a été sous administration française. Les timbres français y ont été utilisés et notamment les types Napoléon III, Cérès, et Sage.
Les cachets de type français ont été  utilisés, et par exemple :
- Losanges petits chiffres numéros 4220 (pour Menton qui était monégasque jusqu'au 1er février 1861) et 4222 pour Monaco proprement dit.
- Losanges gros chiffres numéro 2387.
- Daguin jumelé.

## Effigies
Le premier timbre monégasque (5 centimes) est émis en 1885. Il a été créé à l'effigie du prince Charles III de Monaco.

### Rainier III
Rainier III, a régné de 1949  et jusqu'à sa mort en avril 2005. 
Son profil est présent sur de nombreux timbres.

### Albert II
Albert II, prince de Monaco, a été le sujet de timbres-poste de Monaco à partir de 1963. Depuis le 19 novembre 2005, il est représenté sur la principale série d'usage courant.
Les premiers timbres représentant Albert II en tant que prince régnant sont émis le 19 novembre 2005 lors des cérémonies d'intronisation, sept mois après la mort de Rainier III, le 6 avril précédent. Dessinés par Thierry Mordant et gravés par Martin Mörck, ces trois timbres d'usage courant montrent le prince de face, en costume de ville.
Le 1er décembre 2006, cette série est remplacée par un profil droit du prince en costume de ville dans un cadre noir. Les trois timbres sont dessinés par Guéorgui Chichkine et  gravés par Martin Mörck, l'émission coïncide avec l'exposition philatélique de prestige MonacoPhil 2006.